# Prêmio Izaak-Walton-Killam
O Prêmio Izaak-Walton-Killam (em inglês:  Izaak-Walton-Killam Award) foi estabelecido de acordo com o testamento de Dorothy J. Killam em memória de seu marido Izaak Walton Killam.
Cinco Prêmios Killam são concedidos anualmente pelo Canada Council, cada um dotado com $100.000, a eminentes pesquisadores canadenses que se distinguiram nas áreas das ciências sociais, humanas, naturais ou da saúde.

## Recipientes
- 1976
  - Harold Williams, Memorial University of Newfoundland, ciências naturais
- 1981
  - Feroze Ghadially, Universidade de Saskatchewan, ciências da saúde
  - Raymond Lemieux, Universidade de Alberta, ciências naturais
  - Louis Siminovitch, Universidade de Toronto, ciências da saúde
- 1982
  - William Thomas Tutte, Universidade de Waterloo, ciências naturais
- 1983
  - Brenda Milner, Universidade McGill, ciências da saúde
- 1984
  - Werner Israel, Universidade de Alberta, ciências naturais
- 1985
  - Pierre Dansereau, Universidade do Quebec em Montreal, ciências naturais
  - Phil Gold, Universidade McGill, ciências naturais
  - Ralph Stanton, Universidade de Manitoba, ciências naturais
  - Raymond Yong, Universidade McGill, engenharia
- 1986
  - Jacques Genest, Institut de recherches cliniques de Montréal, Universidade de Montreal, ciências da saúde
  - William Rapson, Universidade de Toronto, engenharia
  - Karel Weisner, Universidade de Nova Brunswick, ciências naturais
  - Richard Lee Armstrong, Universidade da Colúmbia Britânica, Geology
- 1987
  - Ronald Gillespie, Universidade McMaster, ciências naturais
  - James Fraser Mustard, Universidade McMaster, ciências da saúde
  - Ashok Vijh, Institut de recherche d'Hydro-Québec, engenharia
- 1988
  - Henry Joseph Macaulay Barnett, Universidade de Western Ontario, ciências da saúde
  - William Gauvin, Universidade McGill, engenharia
  - John Charles Polanyi, Universidade de Toronto, ciências naturais
- 1989
  - Jules Hardy, Universidade de Montreal, engenharia
  - Keith Brimacombe, Universidade da Colúmbia Britânica, ciências da saúde
  - John Tuzo Wilson, Universidade de Toronto, ciências naturais
- 1990
  - William Costerton, Universidade de Calgary, ciências naturais
  - Maria Haust, Universidade da Colúmbia Britânica, ciências da saúde
  - Sidney van den Bergh, Dominion Astrophysical Observatory, ciências naturais
- 1991
  - Jacques de Champlain, Universidade de Montreal, ciências da saúde
  - Walter Dilger, Universidade de Calgary, engenharia
  - Gordon Dixon, Universidade de Calgary, ciências da saúde
- 1992
  - Henry Becker, Queen's University, engenharia
  - Keith Usherwood Ingold, Conseil national de recherche du Canada, Sciences de la nature
  - Emil Skamene, Universidade McGill, ciências da saúde
- 1993
  - Alan Davenport, Universidade de Western Ontario, engenharia
  - Peter Hochachka, Universidade da Colúmbia Britânica, ciências naturais
  - André Roch Lecours, Universidade McGill, ciências da saúde
- 1994
  - Adrian Brook, Universidade de Toronto, ciências naturais
  - André Salama, Universidade de Toronto, engenharia
  - Endel Tulving, Universidade de Toronto, ciências da saúde
- 1995
  - Myer Bloom, Universidade da Colúmbia Britânica, ciências naturais
  - Michel Chrétien, Institut de recherches cliniques de Montréal, Universidade de Montreal, ciências da saúde
  - George Zames, Universidade McGill, engenharia
- 1996
  - Philip Seeman, Universidade de Toronto, ciências da saúde
  - William Unruh, Universidade da Colúmbia Britânica, ciências naturais
  - Bogdan Czaykowski, Universidade da Colúmbia Britânica, Arts
- 1997
  - Stephen Cook, Universidade de Toronto, engenharia
  - Stephen Hanessian, Universidade de Montreal, ciências naturais
  - David MacLennan, Universidade de Toronto, ciências da saúde
  - William E. Rees, Universidade da Colúmbia Britânica
- 1998
  - Fernand Labrie, Universidade Laval (CHUL), ciências da saúde
  - Martha Salcudean, Universidade da Colúmbia Britânica, engenharia
  - Tito Scaiano, Universidade de Ottawa, ciências naturais
- 1999
  - Albert Aguayo, Centre for Research in Neuroscience, Universidade McGill, ciências da saúde
  - Maurice Bergougnou, Universidade de Western Ontario, engenharia
  - Walter Hardy, Universidade da Colúmbia Britânica, ciências naturais
- 2000
  - John Jonas, Universidade McGill, engenharia
  - Anthony Pawson, Mount Sinai Hospital, Universidade de Toronto, ciências da saúde
  - Paul Brumer, Universidade de Toronto, ciências naturais
  - Fergus Craik, Universidade de Toronto, ciências naturais
- 2001
  - Norbert Morgenstern, Universidade de Alberta, engenharia
  - Werner Kalow, Universidade de Toronto, ciências da saúde
  - Ronald Melzack, Universidade McGill, ciências naturais
- 2002
  - Harry Arthurs, Osgoode Law School at York University, ciências sociais
  - Nicolas Georganas, Universidade de Ottawa, engenharia
  - Ian Hacking, Universidade de Toronto, Humanities
  - Robert Moody, Universidade de Alberta, ciências naturais
  - Lap-Chee Tsui, Hospital for Sick Children/Universidade de Toronto, ciências da saúde
- 2003
  - Edward Davison, Universidade de Toronto, engenharia
  - W. Erwin Diewert, Universidade da Colúmbia Britânica, ciências sociais
  - François Duchesneau, Universidade de Montreal, Humanities
  - Tak Wah Mak, Universidade de Toronto, ciências da saúde
  - David Schindler, Universidade de Alberta, ciências naturais
- 2004
  - James Arthur, Universidade de Toronto, ciências naturais
  - Will Kymlicka, Queen’s University, ciências sociais
  - Jean-Jacques Nattiez, Universidade de Montreal, Humanities
  - Janet Rossant, Samuel Lunenfeld Research Institute, Mount Sinai Hospital e Universidade de Toronto, ciências da saúde
  - R. Kerry Rowe, Queen’s University, engenharia
- 2005
  - Luc Devroye, Universidade McGill, Génie
  - Brian Hall, Dalhousie University, Sciences naturelles
  - Linda Hutcheon, Universidade de Toronto, Sciences humaines
  - Margaret Lock, Universidade McGill, Sciences sociales
  - Nahum Sonenberg, Universidade McGill, Sciences de la santé
- 2006
  - Paul Corkum, National Research Council of Canada, ciências naturais
  - Jean-Marie Dufour, Universidade de Montreal, ciências sociais
  - B. Brett Finlay, Universidade da Colúmbia Britânica, ciências da saúde
  - Roderick I.L. Guthrie, Universidade McGill, engenharia
  - Susan Sherwin, Dalhousie University, Humanities
- 2007
  - John Richard Bond, Universidade de Toronto, ciências naturais
  - Robert E.W. Hancock, Universidade da Colúmbia Britânica, ciências da saúde
  - Roderick A. Macdonald, Universidade McGill, ciências sociais
  - Shana Poplack, Universidade de Ottawa, Humanities
  - A.P.S. Selvadurai, Universidade McGill, engenharia
- 2010
  - Ming Li, Universidade de Waterloo, engenharia
- 2013
  - Lorne Babiuk, Universidade de Alberta, ciências da saúde
  - John McGarry, Queen's University, ciências sociais
  - Witold Pedrycz, Universidade de Alberta, engenharia
  - Richard Peltier, Universidade de Toronto, ciências naturais
  - Paul Thagard, Universidade de Waterloo, Humanities
- 2014
  - Andreas Mandelis, Universidade de Toronto, Center for Advanced Diffusion-Wave Technologies, engenharia
  - Sajeev John, Universidade de Toronto, ciências naturais
  - J.R. (Jim) Miller, University of Saskatoon, Humanities
  - Francis Plummer, Public Health Agency of Canada and Universidade de Manitoba, Public Health
  - D. R. Fraser Taylor, Carleton University, ciências sociais
- 2015[1]
  - David Bentley, University of Western Ontario, Humanities
  - D. Lorne Tyrrell, Universidade de Alberta, ciências da saúde
  - Donald J. Savoie, Université de Moncton, ciências sociais
  - Victoria Kaspi, Universidade McGill, ciências naturais
  - Vijay K. Bhargava, Universidade da Colúmbia Britânica, engenharia
- 2016
  - Axel Becke, Dalhousie University, ciências naturais
  - Isabelle Daunais, Universidade McGill, Humanities
  - Elizabeth Edwards, Universidade de Toronto, engenharia
  - Steven Narod, Universidade de Toronto, ciências da saúde
  - Daniel Trefler, Universidade de Toronto, ciências sociais